# 海茜树
海茜树（学名：Timonius arborea）为茜草科海茜树属下的一个种。